# Рогаткинское муниципальное образование
Рогаткинское муниципальное образование — сельское поселение в Красноармейском районе Саратовской области Российской Федерации. Административный центр — село Рогаткино.

## История
Статус и границы сельского поселения установлены Законом Саратовской области от 27 декабря 2004 года № 110-ЗСО «О муниципальных образованиях, входящих в состав Красноармейского муниципального района».

## Население
| 2002  | 2010  | 2011  | 2012  | 2013  | 2014  | 2015  |
| ----- | ----- | ----- | ----- | ----- | ----- | ----- |
| 1106  | ↘1054 | ↘1052 | ↗1057 | ↘1053 | ↘1030 | ↗1043 |
| 2016  | 2017  | 2018  | 2019  | 2020  | 2021  |       |
| ↘1039 | ↘1012 | ↘998  | ↘988  | ↘976  | ↘902  |       |

## Состав сельского поселения
| № | Населённый пункт | Тип населённого пункта       | Население |
| - | ---------------- | ---------------------------- | --------- |
| 1 | Гусево           | село                         | ↘380      |
| 2 | Клубково         | село                         | 1         |
| 3 | Кубасово         | село                         | 5         |
| 4 | Пряхино          | село                         | 22        |
| 5 | Рогаткино        | село, административный центр | ↘646      |